# 2005 par pays en Europe
Chronologie de l'Europe : Les évènements par pays de l'année 2005 en Europe. Les évènements thématiques sont traités dans 2005 en Europe
2003 par pays en Europe - 2004 par pays en Europe - 2005 - 2006 par pays en Europe - 2007 par pays en Europe

## Continent européen
- 27 mai : signature du traité de Prüm.
- Novembre : la grippe aviaire (H5N1) atteint le continent européen par l'intermédiaire des oiseaux migrateurs.

### Allemagne
- 12 mai : le Bundestag ratifie le projet de constitution européenne.
- 18 septembre : le résultat très serré des élections législatives entraîne une confusion pendant plusieurs semaines.
- 22 novembre : Angela Merkel est élue chancelière par le Bundestag.

### Bulgarie
- 25 avril : la Bulgarie et la Roumanie signent leur traité d'adhésion à l'UE.

### Croatie
- 2 janvier : premier tour de l’élection présidentielle donnant 49,03 % des voix au président sortant Stipe Mesic contre 20,18 % à la candidate de l'opposition conservatrice, Jadranka Kosor. Un second tour est nécessaire.
- 16 janvier : Le président croate sortant, le centriste Stipe Mesic, est réélu pour un second mandat au second tour. Il a obtenu 70,85 % des voix, contre 29,15 % pour son opposante, la conservatrice Jadranka Kosor.

### Géorgie
- 3 février : décès du premier ministre Zourab Jvania.

### Grèce
- Vendredi 28 janvier : arrestation d'un groupe passeurs de clandestins qui séquestraient et torturaient dans une villa d'Athènes, vingt immigrants qu'ils avaient fait passer par la Turquie.
- 21 mai 2005 :  Élena Paparízou remporte le Concours Eurovision de la chanson avec la chanson My Number One.

### Italie
- 7 janvier 2005 : une collision entre un train de passagers et un convoi de marchandises en Italie a fait treize morts, à la mi-journée, près de Bologne, sur une portion de ligne à voie unique. Plus de deux cents sauveteurs de la protection civile italienne ont travaillé toute la journée et une bonne partie de la nuit pour désincarcérer les victimes et dégager les carcasses disloquées des deux trains. lemonde.fr
- 4 février 2005 : enlèvement de Giuliana Sgrena, journaliste italienne. Ses ravisseurs réclament le retrait des troupes italiennes en Irak.
- 11 février 2005 : le gouverneur de Lombardie et vice-président du Parlement européen, Roberto Formigoni, est accusé d'avoir touché 24 millions de barils de brut irakien dans le cadre du scandale « Pétrole contre nourriture », parmi les quelques centaines de politiciens occidentaux ayant bénéficié des largesses de Saddam Hussein.

### Monaco
- 31 mars : le prince Albert de Monaco assure désormais la régence en raison de l'état de santé de son père le prince Rainier III.
- 6 avril : décès du prince Rainier III à l'âge de 82 ans, après 56 ans de règne (1949-2005).
- 6 juillet : le prince Albert de Monaco reconnaît publiquement son fils Alexandre de naissance illégitime avec une Française originaire du Congo; son fils héritera de sa fortune mais pas de la couronne.
- 12 juillet : couronnement du Prince Albert II de Monaco.

### Pays-Bas
- 1er juin : victoire du « non » (61,6 %), lors du référendum sur le Traité établissant une Constitution pour l'Europe. Le taux d'abstention était de 37,2 %.

### Pologne
- 27 janvier : célébration du 60e anniversaire de la libération du camp d'extermination nazi d'Auschwitz-Birkenau, en présence de 44 chefs d'État et de gouvernement.
- 25 septembre : victoire du parti conservateur PiS lors des élections législatives.
- 23 octobre : le conservateur Lech Kaczyński gagne le second tour de l'élection présidentielle.

### Roumanie
- 25 avril: la Bulgarie et la Roumanie signent leur traité d'adhésion à l'UE.

### Royaume-Uni

#### Irlande du Nord
- 7 janvier : le chef de la police a accusé l'Armée républicaine irlandaise (IRA) d'être responsable d'un cambriolage de plus de 36 millions d'euros, un record historique, dans une banque nord-irlandaise le 20 décembre. Cette mise en cause est dénoncée par le bras politique de l'IRA, le Sinn Féin, « comme un prétexte pour détruire le processus de paix ».
- 25 novembre mort de George Best, ancien footballeur.

### Serbie
- Vendredi 28 janvier : le général Vladimir Lazarevic, à la demande du premier ministre, accepte sa reddition au Tribunal pénal international de La Haye. Il est l'un des quatre généraux serbes inculpés par le TPI pour leur rôle supposé dans les crimes de guerre commis contre les civils albanais pendant la guerre du Kosovo en 1998-99).

### Ukraine
- 6 janvier, élection présidentielle : la Cour suprême d'Ukraine a rejeté le recours de l'ancien Premier ministre pro-russe Viktor Ianoukovytch contre sa défaite au « troisième » tour de l'élection présidentielle face au candidat pro-occidental Viktor Iouchtchenko. reuters.fr
- 23 janvier : Viktor Iouchtchenko prête serment comme nouveau président de l'Ukraine. Cette prestation de serment met fin à l'élection présidentielle de 2004. Sa première visite officielle sera en Russie, le 24 janvier.
- Depuis l'année 2005 les citoyens de l'union européenne, EFTA, États-Unis, Canada, Japon et de la Corée du Sud non plus besoin de visa pour visiter l'Ukraine. Les russes avaient se droit avant cette date.

### Union européenne
- 24 janvier : à l'occasion de la réunion des ministres de l'Agriculture et de la Pêche, le Conseil voudrait faire passer son projet de directive européenne sur les brevets logiciels dans la liste des points de l'ordre du jour qui ne sont pas soumis à une discussion. (Source : FFII).
- 1er mai : élargissement de l'UE à vingt-cinq États.

### Vatican
- 1er février : grippé, le pape Jean-Paul II (84 ans) est hospitalisé en urgence.
- 2 avril, Vatican : décès du pape Jean-Paul II à l'âge de 84 ans, après plus de 26 ans de pontificat.
- 8 avril, Vatican : cérémonie de funérailles du pape Jean-Paul II.
- 19 avril : élection du cardinal allemand Joseph Ratzinger (78 ans) en tant que 265e pape de l'histoire. Il prend le nom de Benoît XVI.